# Pierre Drai
Pour les articles homonymes, voir Drai.
Pierre Drai, né le 3 juillet 1926 à Constantine (Algérie), dans une famille juive séfarade, et mort le 18 avril 2013, est un magistrat français.

## Biographie
Son père, greffier du tribunal de Philippeville (actuellement Skikda), lui permet d'accéder aux ouvrages de droit de la bibliothèque du tribunal. Licencié en droit de la faculté d'Alger, il est d'abord avocat stagiaire à Philippeville (1947) puis attaché stagiaire à Alger (1948). Nommé ensuite juge suppléant à Tunis (1949), il reste plusieurs années dans cette ville, d'abord comme substitut au parquet du tribunal de la ville puis comme juge jusqu'en 1958.
Avec l'avènement de l'indépendance de la Tunisie le 20 mars 1956, il est nommé juge à Grenoble en juin 1957 mais reste détaché en Tunisie jusqu'en 1958. Arrivé à Grenoble en 1959, il y demeure jusqu'à sa nomination au tribunal de la Seine en 1965. En octobre 1971, il est nommé vice-président au tribunal de grande instance de Paris. Il quitte provisoirement cette juridiction en 1973 pour devenir conseiller technique au cabinet du ministre de la Justice, Jean Taittinger, garde des Sceaux dans le deuxième gouvernement de Pierre Messmer, ce qui lui permet de gravir rapidement les échelons de la hiérarchie judiciaire. Il quitte la place Vendôme et l'administration centrale, lorsqu'il est nommé, le 16 mai 1974, conseiller à la cour d'appel de Paris. Le 19 août 1977, il revient au tribunal avec le grade de premier vice-président. Nommé conseiller à la Cour de cassation le 27 août 1981, il accède peu après, le 1er janvier 1983, à la présidence du tribunal de Paris, où il succède alors à ce poste à Simone Rozès.
Le 6 juin 1985, il est nommé premier président de la cour d'appel de Paris, en remplacement de Jean Vassogne, atteint par l'âge de la retraite.
Le 30 juin 1988, le Conseil supérieur de la magistrature propose au chef de l'État la candidature de Pierre Drai au poste de premier président de la Cour de cassation, en remplacement de Simone Rozès, appelée à faire valoir ses droits à la retraite. Le décret est signé le 18 juillet suivant et il est installé dans ses fonctions le 20 du même mois.
Sa déontologie a été mise en cause après la révélation de ses activités d'arbitre percevant des honoraires alors qu'il était magistrat du siège mais aucune poursuite disciplinaire n'a été alors engagée contre lui (E. PLOUVIER "Justice privée cherche hauts magistrats à louer", Libération, 21 septembre 1993). 
Premier président honoraire depuis le 2 juillet 1996, il a été nommé le 15 novembre 1999 président de la Commission pour l'indemnisation des victimes de spoliations intervenues du fait des législations antisémites en vigueur pendant l'Occupation, créée par le décret du premier ministre du 10 septembre 1999. Il quitte ses fonctions en septembre 2005, remplacé par Gérard Gélineau-Larrivet, président honoraire de la chambre sociale de la Cour de cassation.
Il meurt le 18 avril 2013 des suites de la maladie de Parkinson.

## Distinctions et hommages

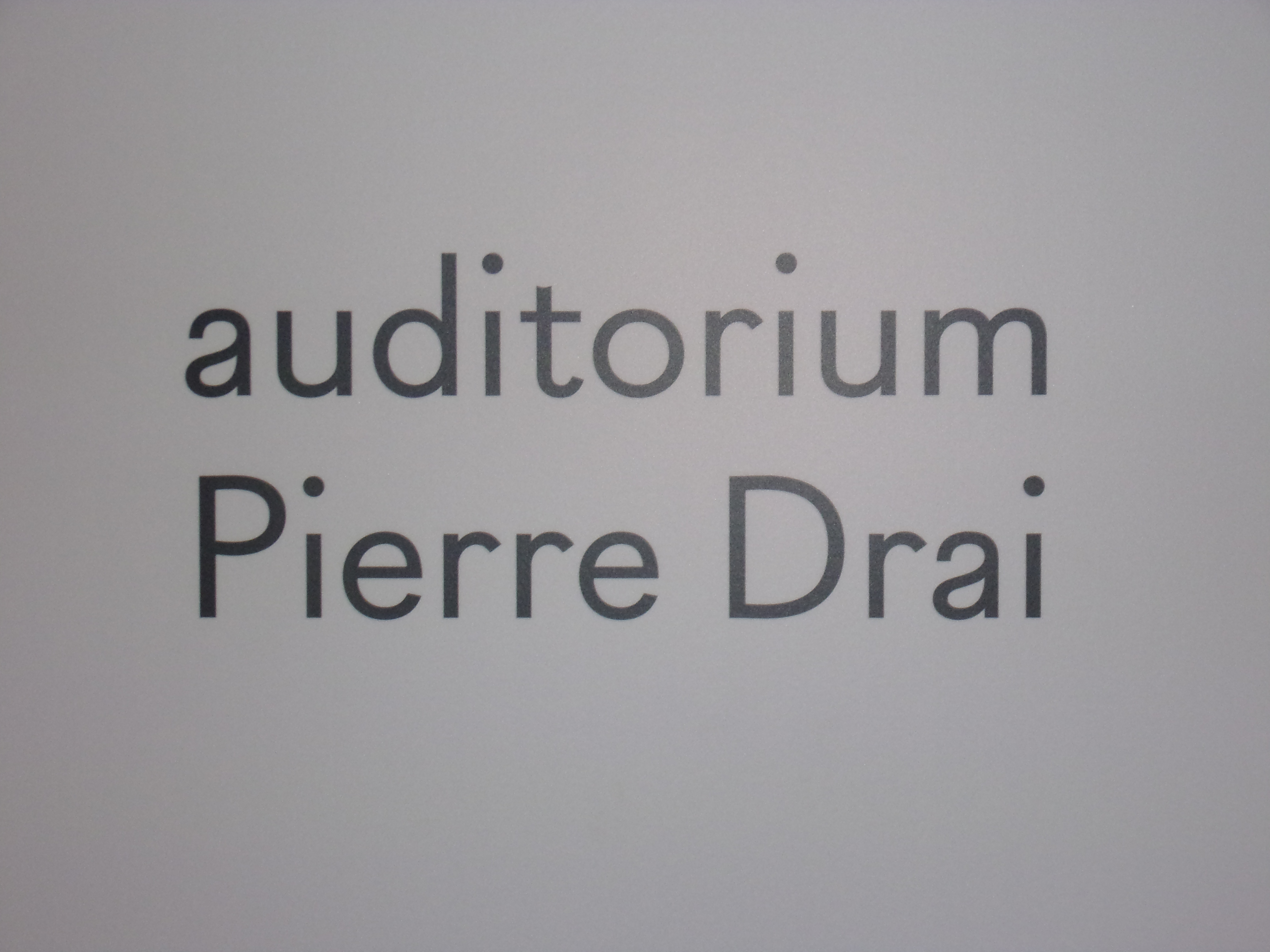
Plaque de présentation de l'auditorium du Tribunal de Paris.

Commandeur de l'ordre national de la Légion d'honneur depuis le 3 juillet 1991, Pierre Drai est élevé à la dignité de grand officier le 13 juillet 2000.au titre de « premier président honoraire de la Cour de cassation ».
L'auditorium du nouveau tribunal de Paris (aux Batignolles, à la périphérie du 17e arrondissement de Paris) porte son nom, depuis son inauguration en avril 2018 (cf. photo ci-contre).